# Myrholen
Myrholen är en småort och by i Gagnefs socken i Gagnefs kommun. Den ligger söder om Västerdalälven och söder om Västerdalsbanan strax sydväst om Mockfjärd.
Strax väster om Myrholen ligger Tanså hytta som var i drift mellan 1821 och 1867 och Mockfjärds kraftstation från 1911.